# 가짜 드미트리 1세
가짜 드미트리 1세(러시아어: Лжедмитрий I, 1581년 ~ 1606년 5월 17일)는 동란 시대의 러시아 차르국의 차르 참칭자이다. 그의 본명은 그리고리 오트레피예프(러시아어: Григорий Отрепьев)이다.
이반 4세 사후 그의 아들 표도르 1세가 1598년까지 통치한 후 후사를 남기지 않고 사망한다. 이로써 류리크 왕조가 단절되게 된다.
이후 차르의 자리는 표도르의 장인인 보리스 고두노프에게 돌아가게 된다. 그러나 류리크 왕조 출신이 아닌 사람이 왕위를 계승한 데 대해 내부적인 반발이 있게 되고, 어려서 죽은 이반 4세의 또다른 아들인 드미트리 2세가 사실 어딘가에 살아 있으며, 류리크 왕조를 부활시키기 위해 돌아온다는 소문이 퍼지게 된다.
보리스 고두노프의 치세 동안 각종 자연재해와 질병이 일어나면서 보리스를 성토하는 목소리가 높아지게 된다. 이러한 분위기에 편승하여 드미트리를 자칭한 세 명의 인물이 나타나는데, 그 중 가짜 드미트리 1세는 성공적으로 차르의 자리에까지 오르게 되었다. 그의 치세 기간은 10개월이었다.

## 참칭 이전
원래 그리고리는 수도사였다. 수도사 생활을 견디지 못한 그리고리는 수도원을 떠나 1601년경에는 모스크바에 거주한다. 그리고 당시부터 그리고리는 스스로가 이반 4세의 아들인 드미트리 2세라고 실제로 믿고 있었다. 당시 드미트리 2세의 귀환에 관한 불온한 소문을 조사하던 보리스 고두노프는 그리고리를 체포하려 하였으나 그는 카자흐로 달아난 후였다.
이후 그리고리는 러시아 차르국과 경쟁 관계에 있던 폴란드로 망명하여 자신이 이반 4세의 아들 드미트리 2세라는 주장을 편다. 그리고 몇몇 폴란드 귀족들이 그리고리의 주장에 동조하게 된다. 거기서 그리고리는 마리나 므니제치라는 폴란드 귀족의 딸을 사랑하게 되었는데, 이를 통해 폴란드 귀족들의 후원을 받는 동시에, 폴란드의 가톨릭 교회를 후원하겠다고 약속한다. 예수회도 가짜 드미트리에게 자금과 교육을 지원했다.

## 러시아 침공
폴란드에서 지지세력을 모은 가짜 드미트리 1세는 1604년 폴란드인과 카자크인으로 구성된 군대를 이끌고 러시아를 침공한다. 모스크바 서부의 스몰렌스크를 통과한 가짜 드미트리는 모스크바로 진격한다. 가짜 드미트리 1세의 진격에 놀란 보리스 고두노프는 그리고리의 숙부를 데려와 그가 가짜임을 밝히고, 진짜 드미트리(드미트리 2세)는 정말로 죽었음을 재확인시켰다. 그러나 가짜 드미트리 1세 측에서는 드미트리 2세의 시체에 대해, 사실은 암살 기도를 미리 눈치채고 자신과 나이가 유사한 소년에게 드미트리 2세인 것처럼 하라고 대역을 시켜놨다고 하면서 그 시체는 그때 살해당한 자신의 대역이라고 주장했기 때문에, 가짜라고 밝혀도 소용이 없었다. 가짜 드미트리 1세 측에서 이렇게 해명하자 보리스에 반대하고 가짜 드미트리 1세를 지지하는 지역은 점점 늘어났다.
하지만 가짜 드미트리 1세의 부대는 아무렇게나 모인 잡다한 세력을 규합한 것에 지나지 않아, 잘 훈련된 보리스의 진압군에 연전연패를 당하게 된다. 그런데 1605년 4월, 보리스가 급사하고, 그의 군대를 지휘하던 표도르마저 가짜 드미트리 1세에게 투항하여 전세가 일거에 역전된다.
보리스의 아들인 표도르 2세가 새로운 차르에 즉위하지만, 차르의 군대에 소속된 군인들이 계속 가짜 드미트리 1세 쪽으로 붙자 결국 가짜 드미트리 1세에게 패배하고, 1605년 6월 20일 가짜 드미트리 1세는 드디어 모스크바에 입성한다.

## 차르 즉위
러시아 차르국의 백성들은 가짜 드미트리 1세를 드미트리 2세의 재림으로 받아들였다. 러시아의 유명한 보야르 가문의 지도자인 바실리 슈이스키(바실리 4세) 역시 진짜 드미트리가 죽은 것이 아니라고 증언했으며, 진짜 드미트리의 어머니인 마르타 역시 가짜 드미트리 1세가 자신의 아들이라고 선언하였다.
가짜 드미트리 1세는 보리스 시절 탄압을 받은 귀족들을 원상복귀시키고, 보리스의 친구나 친인척들을 모두 제거하였다. 이때 자리를 차지한 사람 중에 미하일 1세의 아버지 필라레트도 있었다. 그는 로스토프의 수좌 대주교에 임명된다.
하지만 초창기의 열광이 지나고 나자 가짜 드미트리 1세는 러시아 차르국 백성들을 실망시켰다. 그는 러시아의 전통적 적국인 폴란드 여성을 왕비로 삼았으며, 기존 왕가의 법도를 존중하지 않았다. 또한 가짜 드미트리 1세를 따라 온 폴란드인들이 자주 소동을 일으켜 백성들의 원망을 샀다.

## 말년

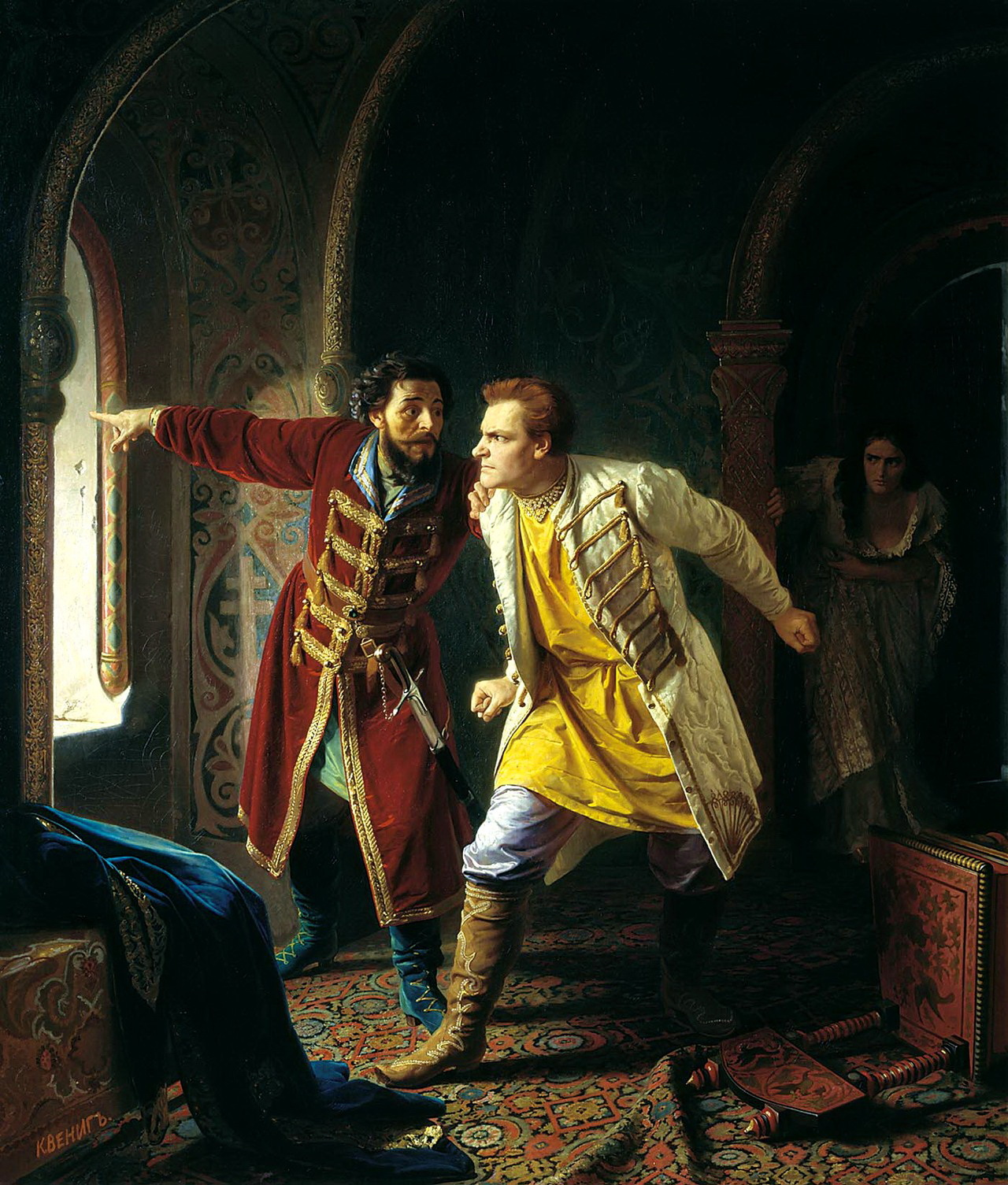
첫 번째 가짜 드미트리의 마지막 순간(1879년 작)

가짜 드미트리 1세에 대한 열광이 지나가고 그에 대한 실망감이 계속되자, 가짜 드미트리 1세의 반대자들이 고개를 들기 시작한다. 가짜 드미트리 1세를 지지했던 바실리 4세는 가짜 드미트리 1세가 진짜 행세를 하고 있다는 소문을 퍼뜨렸다. 바실리 4세는 곧 체포되었지만, 가짜 드미트리 1세는 자신이 진짜로 이반 4세의 아들이라고 믿었기 때문에 그의 행동을 '헛소문'으로 취급하고 풀어준다.
사실상 혼인 상태에 있었던 마리나와의 결혼식은 이러한 반대자들의 움직임을 더욱 자극했다. 1605년 겨울 둘은 정식으로 약혼하고, 1606년 5월 8일에 결혼식을 치른다. 바실리는 지지자를 규합하여 5월 26일 모스크바로 쳐들어갔다. 그들은 폴란드인으로부터 러시아를 구원한다는 명분을 내세웠으며, 가짜 드미트리 1세가 사기꾼이라고 발표하였다. 또한 가짜 드미트리가 진짜라고 선언하였던 마르타 역시 기존의 입장을 번복하였다.
한밤중의 기습에 가짜 드미트리 1세는 당황하여 달아났지만, 이때 가짜 드미트리 1세는 고층건물에서 창문 밖으로 뛰어내렸으므로 두 다리가 부러지는 중상을 입었다. 이때 몰려든 근위병들은 그가 가짜라고 확신했기 때문에 가짜 드미트리 1세를 살해했다. 가짜 드미트리 1세는 살해당하면서 이 세상에 있는 모든 욕설을 퍼부으며 죽어갔다. 이후 마리나가 황후에서 쫓겨남은 물론이고 가짜 드미트리 1세가 세운 관료들도 쫓겨났으며, 표도르와 폴란드 인들도 살해당한다.

## 사후
가짜 드미트리 1세의 사후에 바실리 4세가 차르가 되었다. 그는 가짜 드미트리 1세를 사기꾼으로 낙인찍었으며, 그의 시체를 불태운 후 대포에 넣고 폴란드 방향으로 쏘아 버렸다. 또한 진짜 드미트리 2세의 시체를 모스크바로 가져와 시성하였다.
가짜 드미트리 1세는 죽었지만, 이후에도 드미트리 2세임을 주장하는 자들은 계속 등장하였다.

## 같이 보기
- 동란 시대
- 드미트리 2세
- 마리나 므니제치
- 가짜 드미트리 2세
- 가짜 드미트리 3세

## 참고 문헌
- 니콜라스 랴자노프스키, 《러시아의 역사》, 까치, 1994[쪽 번호 필요]